# Żnin (gmina)
Żnin – gmina miejsko-wiejska w Polsce, w województwie kujawsko-pomorskim, w powiecie żnińskim. Siedziba gminy to miasto Żnin.
Do 1954 miasto Żnin i 2 gminy: Żnin-Wschód i Żnin-Zachód. W latach 1975–1998 gmina administracyjnie należała do województwa bydgoskiego. 15 stycznia 1976 z gminy Żnin wyłączono sołectwa Gogółkowo i Annowo-Wiktorowo, włączając je do gminy Gąsawa, natomiast przyłączono sołectwa Brzyskorzystew, Dochanowo, Gorzyce, Nadborowo, Podobowice, Paryż, Sielec i Słabomierz ze zniesionej gminy Gorzyce.
Według danych z 6 lipca 2017 gminę zamieszkiwało 24 427 osób. Natomiast według danych z 31 grudnia 2017 roku gminę zamieszkiwało 24 321 osób.
Według danych z 31 grudnia 2019 roku gminę zamieszkiwało 24 080 osób.

## Struktura powierzchni
Według danych z roku 2017 gmina Żnin ma obszar 250,43 km², w tym:
- użytki rolne: 81%
- użytki leśne: 6%

Gmina stanowi 25,42% powierzchni powiatu.

## Demografia
Dane z 30 czerwca 2004:
| Opis                              | Ogółem | Ogółem | Kobiety | Kobiety | Mężczyźni | Mężczyźni |
| --------------------------------- | ------ | ------ | ------- | ------- | --------- | --------- |
| Jednostka                         | osób   | %      | osób    | %       | osób      | %         |
| Populacja                         | 24 427 | 100    | 12 538  | 51      | 11 889    | 49        |
| Gęstość zaludnienia [mieszk./km²] | 97,5   | 97,5   | 50,0    | 50,0    | 47,5      | 47,5      |

- Piramida wieku mieszkańców gminy Żnin w 2020 roku[5].

## Zabytki

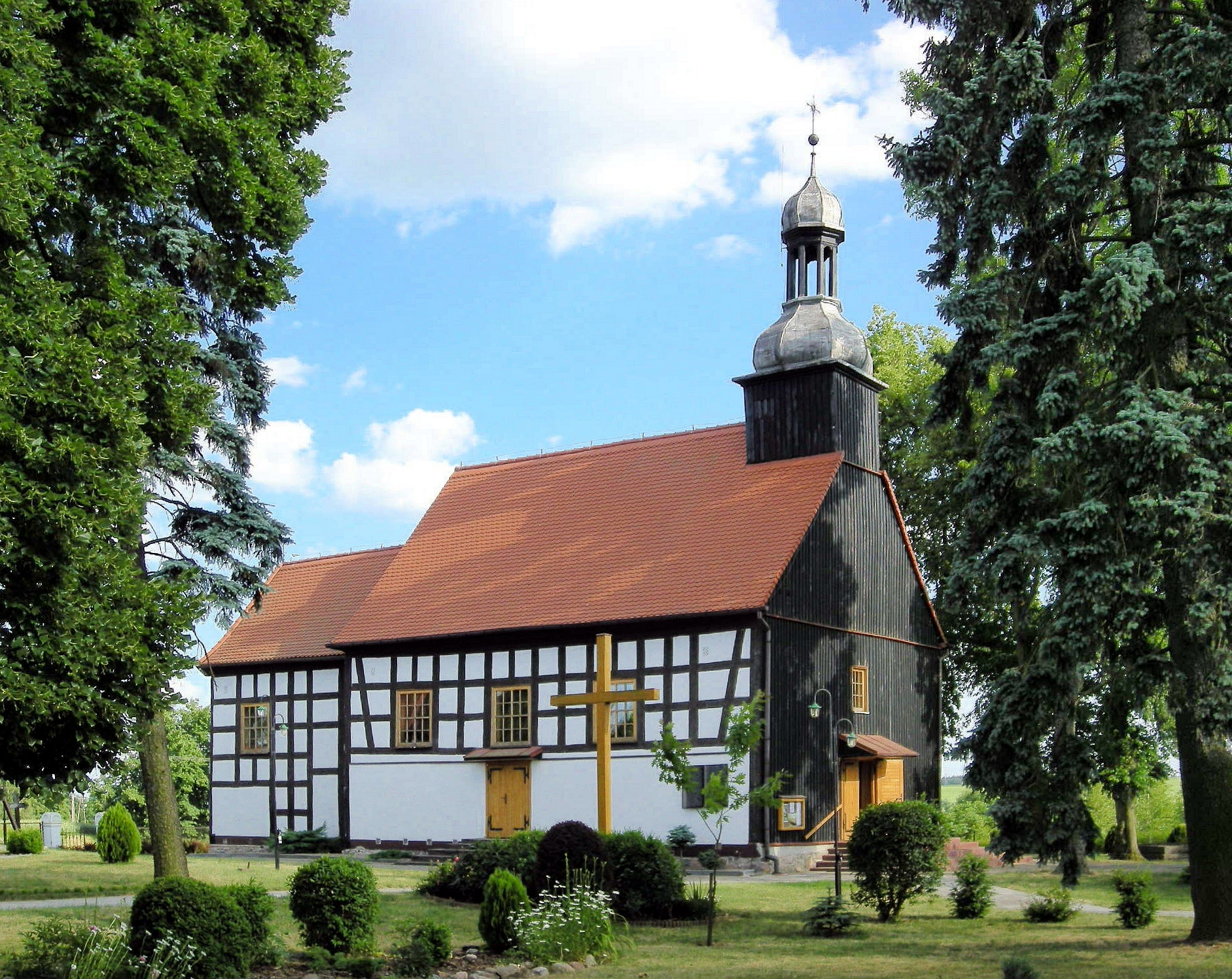
Szachulcowy kościół w Brzyskorzystwi

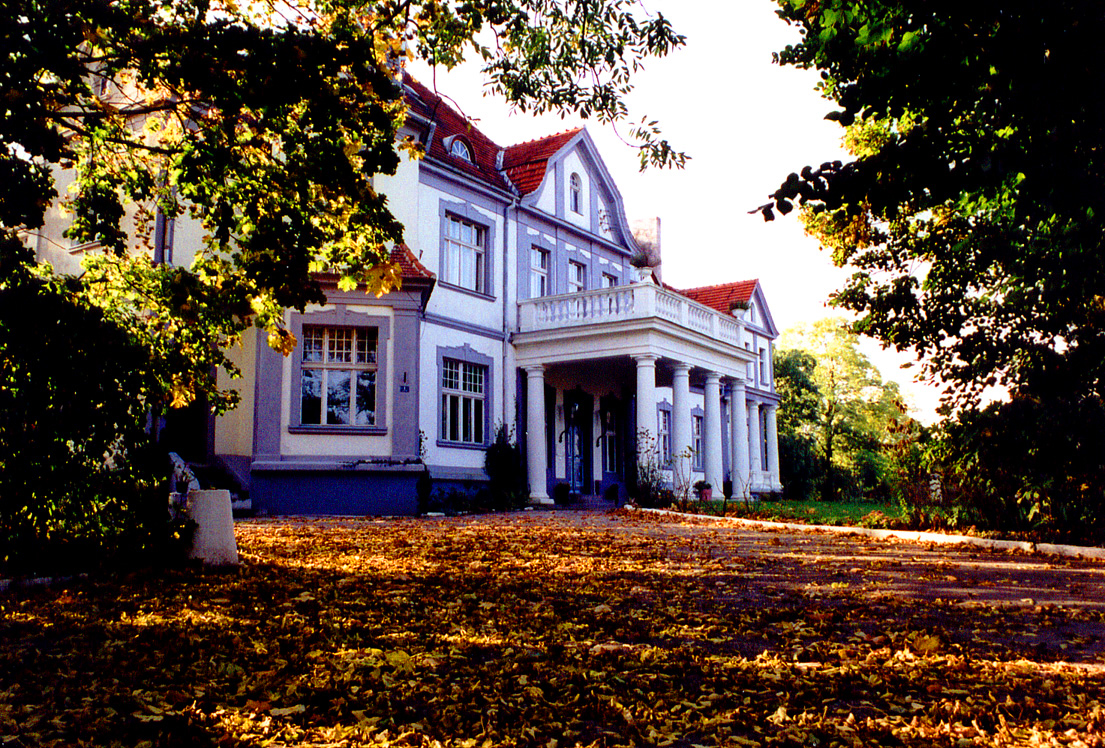
Pałac w Uścikowie

Wykaz zarejestrowanych zabytków nieruchomych na terenie gminy:
- szachulcowy kościół parafii pod wezwaniem św. Katarzyny Aleksandryjskiej z 1826 roku w Brzyskorzystwi, nr A/29 z 22.11.2000 roku
- zespół dworski z drugiej połowy XIX w. w Brzyskorzystewku, obejmujący: dwór z ok. 1873; park, nr A/252/1-2 z 23.04.1991 roku
- kościół parafii pod wezwaniem św. Mikołaja z końca XV w. w Cerekwicy, nr 278 z 14.03.1933 roku
- pałac z 1876 roku w Cerekwicy, nr 97/A z 18.12.1981 roku
- park dworski z drugiej połowy XIX w. w Jadownikach Bielskich, nr 172/A z 15.06.1985 roku
- zespół dworski z XIX/XX w. w Kaczkówku, obejmujący: dwór z końca XIX w.; park; zabudowania gospodarcze z początku XX w.: stajnię; owczarnię; stodołę; oborę; kuźnię z 1890 roku, nr 170/A z 15.06.1985 roku
- drewniana stodoła przy domu nr 38 z pierwszej połowy XIX w. w Sarbinowie, nr A/304/1 z 27.02.1992 roku
- zespół dworski z połowy XIX w. w Sielcu, obejmujący: dwór; park, park „Gaj”; cmentarz rodowy, nr A/59 z 15.01.2003 i A/60/1-2 z 15.06.1985 roku
- zespół dworski w Sobiejuchach, obejmujący: dwór z lat 1910-1914; oficynę tzw. pałacyk myśliwski z 1925; dwa spichrze; park, nr A/496 z 15.01.1983 roku
- zespół pałacowy i folwarczny w Uścikowie, obejmujący: pałac z końca XIX w.; park z końca XIX w.; folwark: obora z 1890; stajnia z 1910; stodoła z 1910; spichrz z 1912; kuźnia z 1880, nr 149/A z 15.06.1985 roku
- kościół parafii pod wezwaniem Narodzenia Najświętszej Maryi Panny z lat 1869-1872 w Wenecji, nr A/1553 z 25.02.2010 roku
- ruiny zamku z XIX/XV w. w Wenecji, nr A/1388 z 18.03.1948 roku
- dwór, obecnie dom nr 4 z 1870 w Wenecji, nr 199/A z 15.05.1986 roku
- kościół parafii pod wezwaniem św. Floriana z XIV/XV-XX w. przy ul. św. Floriana w Żninie, nr A/825 z 14.06.1996 roku
- kościół ewangelicki, obecnie rzymskokatolicki parafii pod wezwaniem Najświętszej Maryi Panny Królowej Polski z 1909 przy ul. Śniadeckich 20 w Żninie, nr A/58 z 23.12.2002 roku
- magistrat z 1906 roku przy pl. Wolności 1 w Żninie, nr A/848 z 05.06.1996 roku
- wieża ratusza z XV w. w Żninie, nr 8397/30A z 03.04.1930 roku
- sufragania z 1795 roku przy ul. 700-lecia 24 w Żninie, nr A/305/1 z 27.02.1992 roku
- sąd, obecnie rejonowy z lat 1893-1905; więzienie, obecnie biuro notarialne z lat 1896-1898 przy pl. Wolności 17 i Sądowej 2 w Żninie, nr A/316/1-2 z 20.05.1992 roku
- wodociągowa wieża ciśnień, komunalna z 1901 roku przy ul. Mickiewicza 22a, nr A/1521 z 26.02.2009 roku
- kościół parafii pod wezwaniem św. Marcina z XIII-XV w. w Żninie, nr 281 z 14.03.1933 roku.

## Sołectwa
Lista sołectw:
Białożewin, Bożejewice, Bożejewiczki, Brzyskorzystew, Brzyskorzystewko, Cerekwica, Chomiąża Księża, Dobrylewo, Dochanowo, Gorzyce, Jadowniki Bielskie, Jadowniki Rycerskie, Januszkowo, Jaroszewo, Kaczkowo, Kaczkówko, Kierzkowo, Murczyn, Murczynek, Nadborowo, Paryż, Podgórzyn, Podobowice, Redczyce, Rydlewo, Sarbinowo, Sielec, Skarbienice, Słabomierz, Słębowo, Sobiejuchy, Sulinowo, Sulinowo Bekanówka, Ustaszewo, Uścikowo, Wawrzynki, Wenecja, Wilczkowo, Wójcin, Żnin-Wieś.

## Pozostałe miejscowości
Bekanówka, Chomiąża Księża (osada leśna), Daronice, Kępa, Nowiny (osada), Nowiny (osada leśna), Obrona Leśna, Probostwo, Sławoszewo, Świerczewo.

## Sąsiednie gminy
Barcin, Damasławek, Dąbrowa, Gąsawa, Janowiec Wielkopolski, Kcynia, Łabiszyn, Rogowo, Szubin, Wapno